# Jón Leifs
Jón Leifs (eg. Jón Þorleifsson), född 1 maj 1899, död 30 juli 1968, isländsk tonsättare, organisatör och dirigent.

## Biografi
Jón Leifs betraktas, efter sin död, som Islands främsta skapare av klassisk musik. Musiken spänner från finstämda körarrangemang till verk för full symfoniorkester kompletterad med mindre konventionella "musikinstrument". Ljudbilden är ofta mycket olik traditionell europeisk "klassisk" musik; den är starkt påverkad av det isländska landskapet. Jón Leifs tog initiativ till Islands tonsättarförening och den internationella musikbyrån STEF.
Bland Jón Leifs verk märks Saga-symfonin (1941–42), Island-ouvertyren (1925–26), Island-kantat (1929–30) samt tre stråkkvartetter: Mors et vita (1939), Vita et mors (1948–51) och El Greco (1965). Större delen av hans verk finns utgivna på cd av det svenska skivbolaget BIS.

## Verkförteckning
- Op. 1 – Þríþætt hljómkvíða (Trilogia piccola) för orkester (1919/1924)
- Op. 1:2 – Torrek, intermezzo för piano (1919)
- Op. 2 – Fjögur lög fyrir pianoforte (”Fyra stycken för piano”) (1921)
- Op. 3 – Etyder för soloviolin (1924)
- Op. 4 – Tre sånger (1924)
- Op. 5:1 – Orgelpreludium (1924)
- Op. 5:2 – Kyrie för kör (1924)
- Op. 6a – Loftr-Suite för orkester (1925)
- Op. 7 – Orgelkonsert (1930)
- Op. 8 – Variationer över ett tema av Beethoven, för orkester (1930)
- Op. 9 – Minni Íslands, ouvertyr för orkester (1926)
- Op .10 – Ouvertyr till Loftr för orkester (1927)
- Op. 11 – Íslensk rímnadanslög (”Isländska folkdanser”) för orkester (1929/31)
- Op. 12a – Þrjú Íslensk kirkjulög (”Tre isländska hymner”) för röst och piano/orgel (1929)

1. ”Vertu Guð Faðir”
2. ”Allt eins og blómstrið eina”
3. ”Upp, upp mín sál”

- Op. 13 – Íslandskantata (”Islandskantaten”) för blandad kör och orkester (1929–30)
- Op. 14a – Tvö sönglög (”Två sånger”) för röst och piano (1929–30)

1. ”Máninn líður”
2. ”Vögguvísa”

- Op. 14b – Ný rímnadanslög (”Nya isländska danser”) för piano (1931)
- Op. 15a – Íslendingaljoo (”Isländska dikter”) för manskör (1931)
- Op. 15b – Sjavarvisur (”Sånger om havet”) för manskör (1931)
- Op. 16 – Tre orgelpreludier (1931)
- Op. 17a – Íslenskir songdansar (”Isländska dansvisor”) för kör och instrument ad lib (ca 1931)
- Op. 18a – Tvö sönglög (”Två sånger”) för röst och piano (1931)

1. ”Góða nótt”
2. ”Ríma”

- Op. 18b – Ástarvísur úr Eddu (”Kärleksdikter ur Eddan”) för tenor och piano (1931–32)

1. ”Löng er nótt”
2. ”Í Gymis Görðum”

- Op. 19a – Nocturne för harpa (ca 1934)
- Op. 19b – Tvö Íslensk Þjóðlög (”Två isländska folksånger”) för röst och piano

1. ”Sofðu, unga ástin mín”
2. ”Breiðifjörður”

- Op. 20 – Edda I oratorium för tenor, bas, blandad kör och orkester (1935–40)
- Op. 21 – Stråkkvartett nr 1 Mors et vita (1939)
- Op. 22 – Gudrunarkvida för mezzosopran, tenor, bas och orkester (1940)
- Op. 23 – Þrjú sönglög (”Tre sånger”) (1941)

1. ”Þula”
2. ”Draugadans”
3. ”Vorkvæði”

- Op. 24 – Þrír sögusöngvar (”Tre sånger från isländska sagor”) för tenor och piano (1941)

1. ”Þat mælti mín móðir”
2. ”Ástarvísur til Steingerðar”
3. ”Haugskviða Gunnars”

- Op. 25 – Söngvar Söguhljómkviðunnar (”Sånger från Saga-symfonin”) för röst och piano (1941)

1. ”Brennusöngur Skarphéðins”
2. ”Húskarlahvöt”
3. ”Helsöngur Þormóðar”

- Op. 26 – Sinfónía I (Söguhetjur), (”Saga-symfonien”) för orkester (1941)
- Op. 27 – 3 aettjaroarsongvar (”3 patriotiska sånger”) för manskör (1927–43)
- Op. 28 – 3 songvar eftir Jónas Hallgrímsson (”3 strofer av Jónas Hallgrímsson”) för kör (1943)
- Op. 29 – Islendingaljoo (”Isländska dikter”) för manskör (1943)
- Op. 30 – Islendingaljoo (”Isländska dikter”) för kör (1943)
- Op. 31 – Forníslenskar skáldavísur (”Gamla skaldestycken från Island”) (1944)

1. ”Höggvinsmál Þóris jökuls”
2. ”Siglingavísa”
3. ”Hrafnsmál”

- Op. 32 – 3 althyousongvar (”3 folksånger”) för kör (1945)
- Op. 33a – Torrek för röst och piano (1947)
- Op. 33b – Requiem för kör a cappella (1947)
- Op. 34 – Baldr, koreografiskt drama i 2 akter för tenor, berättare, blandad kör och orkester (1943–47)
- Op. 35 – Erfiljóð, elegier för kör och orkester (1948)
- Op. 36 – Stråkkvartett nr 2 Vita et mors (1948–51)
- Op. 37 – Fjallasongvar (”Sånger från fjällen”) för mezzosopran, baryton, manskör, pukor, slagverk och kontrabas (1948)
- Op. 38 – Thorgeroarlog (”Thorgerdurs sånger”) för manskör, flöjt, viola och cello (1948)
- Op. 39 – 2 songvar (”2 sånger”) för manskör (1948–61)
- Op. 40 – Réminiscence du Nord för stråkorkester (1952)
- Op. 41 – Landsýn – forleikur, ouvertyr för manskör och orkester med text av Einar Benediktsson (1955)
- Op. 42 – Edda II, oratorium för mezzosopran, tenor, bas, blandad kör och orkester (1951–66)
- Op. 43 – Baptism Invocation för baryton och orgel (1957)
- Op. 44 – Þrjú óhlutræn málverk (”Tre abstrakta målningar”) för orkester (1955)
- Op. 45 – Minningarsöngvar um ævilok Jónasar Hallgrímssonar för mezzosopran/baryton och piano (1958)

1. ”Heimþrá”
2. ”Sólhvörf”
3. ”Hjörtun hefjast”

- Op. 46 – Vorvísa (”Vårvisa”) för blandad kör och orkester till text av Jónas Hallgrímsson (1958)
- Op. 47a – Stattu steinhús (”Stå, stenhus”) för tenor och piano (1958)
- Op. 48 – In memoriam Jónas Hallgrímsson för blandad kör och orkester (1961)
- Op. 49 – Strakálag (”Pojkens sång”) för piano (1960)
- Op. 50 – Kvintett för flöjt, klarinett, fagott, viola och cello (1960)
- Op. 51 – Geysir, preludium för orkester (1961)
- Op. 52 – Hekla, för blandad kör och orkester med text av Jónas Hallgrímsson (1961)
- Op. 53 – In memoriam 30.9.1961, elegi för stråkorkester (1961)
- Op. 54 – Víkingasvar, Intermezzo för blåsensemble, slagverk, violor och kontrabasar (1962)
- Op. 55 – Fine I för orkester (1963)
- Op. 56 – Fine II (Kveðja til jarðlífsins) för vibrafon och stråkorkester (1963)
- Op. 57 – Dettifoss, för baryton, blandad kör och orkester med text av Einar Benediktsson (1964)
- Op. 58 – Scherzo concreto för piccolaflöjt, flöjt, oboe, engelskt horn, klarinett, fagott, trombon, tuba, viola och cello (1964)
- Op. 59 – Nótt (”Natt”) för tenor, baryton och liten orkester till text av Jóhann Jónsson (1964)
- Op. 60 – Darraðarljóði för kör och orkester (1964)
- Op. 61 – Helga kviða Hundingsbana för alt, tenor och liten orkester med text från Poetiska Eddan (1964)
- Op. 62 – Grógaldr för alt, tenor och orkester, op. 62 (1965)
- Op. 63 – Hafís (”Drivis”) för blandad kör och orkester med text av Einar Benediktsson (1965)
- Op. 64 – Stråkkvartett nr 3 El Greco (1965)
- Op. 65 – Edda III, oratorium för blandad kör och orkester (1966–68, ofullbordad)
- Op. 66 – Hughreysting (”Tröst”), intermezzo för stråkorkester (1968)